# Loxoconcha sperata
Loxoconcha sperata är en kräftdjursart som beskrevs av R. B. Williams 1966. Loxoconcha sperata ingår i släktet Loxoconcha och familjen Loxoconchidae. Inga underarter finns listade i Catalogue of Life.